# Duboka stimulacija mozga
Duboka stimulacija mozga (akronim DBS; Deep Brain Stimulation) je fundamentalno reverzibilna, neurohirurška intervencija u mozgu koja je odobrena širom sveta za lečenje određenih neuroloških bolesti poput Parkinsonove bolesti. Duboka stimulacija mozga (DBS) je izborna hirurška procedura u kojoj se elektrode implantiraju u određena područja mozga. Ove elektrode generišu električne impulse koji kontrolišu abnormalnu aktivnost mozga. Električni impulsi se takođe mogu prilagoditi hemijskim neravnotežama u mozgu koje uzrokuju različita stanja. Stimulaciju područja mozga kontroliše programabilni generator koji se nalazi ispod kože u gornjem delu grudnog koša.
Duboka stimulacija mozga neće izlečiti bolest, ali može pomoći u ublažavanju simptoma. Ako duboka stimulacija mozga deluje,  simptomi će se značajno poboljšati, ali obično ne nestaju potpuno. U nekim slučajevima, lekovi će i dalje biti potrebni za određena stanja. 
Duboka stimulacija mozga nije uspešna kod svih bolesnike., jer su u uspeh duboke stimulacije mozga uključene brojne varijable. Zato pre intervencije u razgovaru sa svojim lekarom pre operacije pacijent otreba da sazna  kakvo poboljšanje možete očekivati za svoje stanje.

## Sinonim
Za ovu intervenciju kolokvijalno se koristi i termin pejsmejker (mozga) koji je ranih 1970-ih skovao španski naučnik Jose Delgado. On  je time želeo da naglasi tehnološku vezu sa pejsmejkerom srca.

## Istorija
DBS je odobren u EU za lečenje esencijalnog tremora (od 1995), za Parkinsonovu bolest (1998), za distoniju (2003), opsesivno-kompulzivni poremećaj (2009) i epilepsiju (2010) i povezan je sa značajnim poboljšanjima u kvalitetu života bolesnika.
Američko udruženje neuroloških hirurga saopštilo je da se više od 35 hiljada procedura duboke stimulacije mozga izvodi širom sveta. Istraživanje – koje je objavljeno u Časopisu Američkog medicinskog udruženja, delimično je finansirao Medtronik, kompanija koja proizvodi aparate za stimulaciju.
Na Klinici za neurohirurgiju Univerzitetskog kliničkog centra Srbije, prvi put u Srbiji, urađeni su kompleksni zahvati kod dvoje pacijenata obolelih od Parkinsonove bolesti. Metodom elektroduboke moždane stimulacije, kod pacijenata koji su operisani, elektrode će bolest držati pod kontrolom. Ranije su na tu intervenciju naši građani Srbije upućivani u inostranstvo, gde je koštala oko 50.000 evra.

## Anatomija i fiziologija
Aparat za duboku moždanu stimulaciju (DSM) sastoji se od elektroda implantiranih pored određenih dubokih moždanih struktura, koje su zatim povezane sa mašinom nalik pejsmejkeru (generator impulsa) koja se implantira na zid grudnog koša, preko potkožne žice. Parametre stimulacije zatim računar prenosi na generator impulsa, prisvajajući odgovarajuće amplitude, frekvencije i širinu impulsa. Uobičajene strukture na koje cilja DSM uključuju subtalamičko jezgro (STN), globus pallidus interna (GPi) i ventralno srednje jezgro talamusa (VIM).
Precizan mehanizam rezultirajućih terapijskih efekata duboke moždane stimulacije ostaje nejasan; međutim, teorija ima dosta. Kao što se podrazumeva iz prebrojavanja viška mogućih primena, stimulacija dubokih moždanih struktura utiče na različite sklopove uključene u funkcionisanje neurona. Terapeutski efekti su zavisni od fizioloških svojstava ćelija, površina stimulisanih struktura, amplitude i vremenskih svojstava stimulacije, i na kraju, karakteristika osnovne patofiziologije različitih bolesnih stanja. Slikovne i fiziološke studije potvrđuju hipotezu da je krajnji efekat duboke moždane stimulacije povećanje aktiviranja ciljanih neurona.

## Područja primene
Moždanu koru čine nervne ćelije koje su veoma dobro povezane. Pokret započinje u mozgu. Motorni neuroni u mozgu koji su odgovorni za pokret i motoriku šalju impulse u alfa-moto neurone i kičmene moždine koja dalje šalje impulse do mišića. Pokret nije samo pomeranje određenih delova tela iz jednog u drugi položaj, već je kompleksna motorika usmerena prema određenom ciljlu. Napretkom tehnologije u oblasti neurofiziologije zaključeno je da mozak ima svojstvo plastičnosti. Nakon oštećenja mozga potrebne su informacije sa periferije koje će kroz plastičnost mozga omogućiti normalan funkcionalni pokret Osnovna osobina nervnog tkiva je mogućnost prilagođavanja na novonastale uslove što predstavlja osnovu za učenje. Strukturalno neuroplastičnost čine brojni aksoni i dendriti sinapse i neuroni. Međusobno oni čine neuronsku mrežu koja se može reorganizovati zavisno od nadražaja. Neuroplastičnost znači sposobnost mozga da se stalno menja na zahtev okoline i to do kraja života. 
Koncept neuroplastičnosti je rekativno nov. Teza da se oštećena ćelija mozga ne može oporaviti je, danas, prevaziđena. Neuroni se mogu obnoviti, a uništenu funkciju nekog dela mozga može preuzeti druga grupa neurona stvaranjem novih sinapsi između njih. 
Neuroanatomska plastičnost predstavlja stvaranje novih neuronskih puteva i veza u oštećenim delovima mozga, što se u neurorehabilitaciji postiže ponavljanjem pokreta oštećenih ekstremiteta pomoću robotike. Na primer, kod moždanog udara dolazi do oštećenja motornog korteksa, ali ponavljanjem pokreta dolazi do aktivacije drugih delova tog korteksa koji pre moždanog udara nisu imali udela u kretanju pacijenta. Za vreme neurorehabilitacije pomoću robota, pacijenti dobijaju određeni zadatak u vidu ponavljanja pokreta i na taj način aktiviraju druge delove motornog korteksa, kao i stvaranje novih sinapsi između neurona. Najbolji oporavak funkcije je u prva tri meseca nakon moždanog udara.

### Poremećaji pokreta
Metoda se uglavnom koristi u lečenju različitih poremećaja kretanja, kao što su simptomi Parkinsonove bolesti, Touretteov sindrom,  esencijalni tremor, tremor kod multiple skleroze i distonije .
Dubinska stimulacija mozga i područja njene primene predmet su trenutnih istraživanja, kod:
Parkinsonova bolest
Procenjuje se da četiri do šest miliona ljudi širom sveta pati od progresivnog neurološkog poremećaja nazvanog Parkinsonova bolest. Lek za tu bolest ne postoji, ali su neki pacijenti osetili olakšanje posle hirurške procedure nazvane duboka stimulacija mozga. U nedavno objavljenoj studiji, uporedjeni su efekti hirurške operacije sa uobičajenim tretmanom lekovima i fizikalnom terapijom.
Da je Parkinsonova bolest najčešće područje primene za duboku stimulaciju mozga, potvrđuju istraživači iz  Forschungszentrum Jülich i Univerziteta u Kelnu koji rade na razvoju moždanog pejsmejkera koji će ne samo suzbiti Parkinsonove simptome, već ih ispraviti i omogućiti mozgu da ponovo normalno funkcioniše.  Za ovu su ideju 2005. godine ovi istreaživaći dobili su nagradu Erwin Schrödinger-.
Touretteov sindrom
Ko ovog sindroma ugradnja moždanog stimulatora može delomično osloboditi pacijente od tikova. To potvrđuje studija britanskih i italijanskih neurohirurga.

### Depresija
Upotreba duboke stimulacije mozga u depresiji je u eksperimentalnoj fazi. Pozitivni rezultati prikazani su u vrlo malim grupama bolesnika na terapiji sa stimulacijom subgenualnih područja  ( polje 25. Brodmann-Areal ) i nucleus accumbens. 
Thomas E. Schlaepfer i Volker A. Coenen postigli su dobre rezultate postavljanjem elektrode na živčanu vrpcu koja povezuje duboko ležeće moždano stablo sa frontalnim korteksom sa strukturama subgenualis i nucleus accumbens.

### Ostala područja primene
Upotreba duboke stimulacije mozga našla je mesto u terapiji:
- epilepsije,
- sindroma zavisnosti,
- opsesivno-kompulzivni poremećaj
- klaster glavobolje, u eksperimentalnoj fazi.

## Kako metoda funkcioniše
Još uvek nije detaljno razjašnjeno kako deluje stimulacija mozga. Međutim, način rada sve više je predmet intenzivnih istraživanja. U okviru ovih istraživanja trenutno se raspravlja o četiri opšte teorije: 
- Funkcionalni blok aksona depolarizacijom
- Sinaptička  inhibicija
- Iscrpljivanje neurotransmitera  usled kontinuirane ekscitacije neurona
- Stimulacijom izazvana promena u patološkoj aktivnosti neuronske mreže mozga

Mali generator impulsa (na baterije) čipovima kontroliran služi kao kontrolni element koji se plasira ispod kože mišića grudnog koša ili na gornjem delu trbuha. Elektrode se ubacuju kroz male rupe na vrhu lobanje u ciljanom području  bazalnih ganglija u  levoj i desnoj hemisferi mozga.
U lečenju pacijenata sa uznapredovalim znacima Parkinsonove bolesti, u subtalamičnom jezgru ili medijalni globus pallidus je ciljano području, u slučaju bitnih tremora u talamusu ventralis i distonije Globus pallidus. Studija Univerzitetske klinike u Kelnu i Bonu o efikasnosti metode u depresiji ispituje stimulaciju Nucleus accumbens.

## Operacija
Svake godine u oko 30 klinika u Njemačkoj ugradi se oko 400 moždanih stimulatora. Implantacija je reverzibilna.
Za hroničnu stimulaciju mozga, pacijentu se ugrađuje stereotaktički ciljani uređaj ili dve tanke elektrode, koje su potkožnim kablovima povezane s generatorom impulsa u grudima ili gornjem delu trbuha. Ovaj generator impulsa kontinuirano šalje električne impulse u ciljano područje u mozgu, koji se - ovisno o trenutnoj frekvenciji - mogu deaktivirati ili stimulirati.
Operacija se odvija u dva koraka. U prvom se u stereotaktičkoj operaciji buše male rupe na lubanji pacijenta kroz koje se elektrode ubacuju u mozak. Pacijent je obično potpuno pri svijesti. To je jedini način da se pomoću stimulacija ispitivanja provjeri efikasnost pojedinih elektroda, a time i njihov tačan položaj. 
Prvobitno su korištena četiri kontakta sa svake strane mozga. Krajem 2010. godine prvi put je u Univerzitetsku bolnicu u Kelnu ugrađen model pejsmejkera sa osam kontakata sa svake strane mozga. Veći broj elektroda u mozgu trebao bi učiniti uređaj efikasnijim i imati manje nuspojava na druge dijelove mozga.
Generator impulsa (moždani pejsmejker) ugrađuje se ili tokom ovog postupka ili u drugoj, kraćoj operaciji narednog dana.

## Funkcija sistema pejsmejkera
Pejsmejker sistem se u osnovi sastoji od tri komponente, elektroda , produžetka i neurostimulatora (pejsmejkera). Princip rada moždanog pejsmejkera predstavlja dalji razvoj srčanog pejsmejkera.
- Elektrode su tanke, fleksibilne žice izrađene od titana sa metalnim kontaktima na vrhu. Broj kontakata putem kojih se impulsi mogu dostaviti u odgovarajuća područja mozga variraju ovisno o proizvođaču.

- Je proširenje je tanka, izolirane žice koja se vodi pod kožu od glave do kontrolnog uređaja (neurostimulatora). Povezuje elektrode u glavi sa pejsmejkerom (neurostimulator).

- Je neurostimulatora uključuje baterije i omogućava programiranje parametre stimulacije. Velik je kao 1,5 do 2 kutije šibica i obično se ugrađuje ispod ključne kosti ili rebrastog luka, ovisno o željama pacijenta. Tu se generišu električni impulsi potrebni za stimulaciju.

- Uz pomoć uređaja za programiranje , postavke neurostimulatora mogu se provjeriti i prilagoditi izvan tijela. Nakon zahvata, nekim pacijentima se može dati mali ručni uređaj za pacijenta da ga ponesu kući. Ovo može pomoći pacijentima da pojedinačno utječu na terapiju. Može npr. B. funkcionira kontrolirano i stimulacija z. B. biti uključen ili isključen preko noći. U većini slučajeva, međutim, neurostimulator će ostati trajno uključen.

Otkako je duboka stimulacija mozga odobrena za esencijalni tremor 1995. godine, bilo je mnogo tehničkih inovacija koje promovira konkurencija nekoliko pružatelja usluga. Između ostalog, moždani pejsmejker sistem sada je često kompatibilan s pretragama magnetske rezonancije.

## Neželjena dejstva
Uspešnu operaciju, međutim, mogu pratiti privremena ili dugotrajna dizartrija ili uglavnom privremeno manično ponašanje s neprimjereno povišenim raspoloženjem, nenormalnim povećanjem pogona, rasipnim ponašanjem materijala i ozbiljnim oštećenjem lične produktivnosti.  Prospektivne kontrolirane i randomizirane studije u posljednjih nekoliko godina dokazuju trajnu efikasnost terapijske metode u pojedinačnom toku bolesti - ne samo simptomi bolesti kao što su drhtanje (tremor), rigidnost (rigoroznost) i nedostatak vežbanja (bradikinezija) ), ali takođe i vidljivo holistički kvalitet života.
Neki od pacijenata postanu depresivni nakon duboke stimulacije mozga uprkos poboljšanju motoričkih poremećaja.
Studija je ustanovila da su posle šest meseci pacijenti koji su podvrgnuti dubokoj stimulaciji mozga poboljšali funkcije svojih mišića za dodatna četiri i po sata u poređenju sa onima koji su imali uobičajeni tretman. Međutim istraživači su ipak našli veći nivo infekcija i drugih komplikacija kod onih koji su imali hirurušku intervenciju.

### Rizici
Kod pacijenata koji su pravilno odabrani, DBS je siguran i efikasan. Rizici i potencijalni neželjeni efekti postoje, ali su uglavnom blagi i reverzibilni. Rizici mogu uključivati:
- rizik od krvarenja u mozgu, uključujući moždani udar u oko 1% slučajeva.
- Infekcija
- Neispravnost uređaja
- Izostanak koristi za određene simptome
- Glavobolja
- Pogoršanje mentalnog ili emocionalnog statusa

Tokom stimulacije, neželjeni efekti mogu uključivati i:
- Privremeno trnjenje u licu ili udovima
- Osećaj povlačenja mišića
- Problemi sa govorom ili vidom
- Gubitak ravnotež

## Etička rasprava
Budući da je tačan način delovanja DBS u mozgu nepoznat i da je moguće uticati na raspoloženje i ponašanje (depresija, opsesivno-kompulzivni poremećaj, manija), duboka stimulacija mozga također je predmet etičkih rasprava. Naime u načelu, ne može se isključiti da duboka stimulacija mozga takođe može poboljšati performanse ljudskog mozga (poznatio kao neuro-poboljšanje). U tom pogledu primena DBS više nije stvar samo terapije, već i načina za poboljšanje sopstvenog mozga, npr. zbog više konkurentskih prednosti ili prednosti u učenju.
U Nacionalnom etičkom odboru  održana je rasprava o neuroimplantatima u januaru 2006. godine. U pogledu samoodređenja, smatra zaključeno je je da je  duboka stimulacija mozga korisna jer je reverzibilna i neurostimulator se može isključiti u bilo kojem trenutku.
Prema tome, iako je DBS jedinstvena i obećavajuća metoda za psihijatrijske pacijente otporne na lečenje, za odabir pacijenata i ciljeva moraju se primieniti obavezni standardi u terpiji, uz strogo poštovanje etičkih aspekta DBS -a u neuropsihijatrijskim poremećajima.

## Literatura
- Schläpfer, T. E.; Bewernick, B. H. (2009). „Deep brain stimulation for psychiatric disorders — state of the art”. Advances and Technical Standards in Neurosurgery. 34. стр. 37—57. ISBN 978-3-211-78740-3. PMID 19368080. doi:10.1007/978-3-211-78741-0_2.
- Ralph Erbacher: Analyse des Einflusses der Stimulationsfrequenz auf den cerebralen Ruheblutfluss bei Patienten mit essentiellem Tremor und tiefer Hirnstimulation im VIM-Thalamus. Eine H2-15O-PET-Studie. Dissertation. Technische Universität München, 2003.
- Isabella Maria Henriette von Falkenhayn: Untersuchungen des regionalen zerebralen Blutflusses bei tiefer Hirnstimulation zur Therapie der Akinese bei Morbus Parkinson. Dissertation. Technische Universität München, 2000
- Eleni-Ioanna Anthogalidis: (1998). Standardisierter Dokumentationsbogen für endoskopisch stereotaktische Operationen in der Neurochirurgie. ISBN 3-89703-224-4. Görich & Weiershäuser, Marburg. .
- Jose M. R. Delgado: (1971). Gehirnschrittmacher. Direktinformation durch Elektroden. ISBN 3-550-07024-1. Ullstein, Frankfurt am Main. .
- Helmut Dubiel: (2006). Tief im Hirn. ISBN 3-88897-451-8. Kunstmann Verlag, München. .
- Tass, Peter A.; Majtanik, Milan (2006). „Long-term anti-kindling effects of desynchronizing brain stimulation: A theoretical study”. Biological Cybernetics. 94 (1): 58—66. PMID 16284784. S2CID 15358. doi:10.1007/s00422-005-0028-6.
- Tass, Peter A.; Klosterkötter, Joachim; Schneider, Frank; Lenartz, Doris; Koulousakis, Anastasios; Sturm, Volker (2003). „Obsessive-Compulsive Disorder: Development of Demand-Controlled Deep Brain Stimulation with Methods from Stochastic Phase Resetting”. Neuropsychopharmacology. 28: S27—S34. PMID 12827141. S2CID 13171397. doi:10.1038/sj.npp.1300144.
- Hauptmann, C.; Popovych, O.; Tass, P. A. (2005). „Effectively desynchronizing deep brain stimulation based on a coordinated delayed feedback stimulation via several sites: A computational study”. Biological Cybernetics. 93 (6): 463—470. PMID 16240125. S2CID 178645. doi:10.1007/s00422-005-0020-1.
- Deuschl, Günther;  . (2006). „A Randomized Trial of Deep-Brain Stimulation for Parkinson's Disease”. New England Journal of Medicine. 355 (9): 896—908. PMID 16943402. doi:10.1056/NEJMoa060281.
- Kuhn, Jens; Gründler, Theo O. J.; Lenartz, Doris; Sturm, Volker; Klosterkötter, Joachim; Huff, Wolfgang (2010). „Deep Brain Stimulation for Psychiatric Disorders”. Deutsches Ärzteblatt International. 107 (7): 105—113. PMC 2835924 . PMID 20221269. doi:10.3238/arztebl.2010.0105.
- Matthias Becker: Risiko Neuroimplantate: Gehirn-Operationen an wachen Patienten. In: Telepolis special Mensch+: Upgrade-Revolution für Homo sapiens. Heise, 2012  (gekürzte Fassung in Spiegel Online. 11. März 2012)

## Spoljašnje veze
Mediji vezani za članak Duboka stimulacija mozga na Vikimedijinoj ostavi

- Први пут у Србији урађен захват дубоке мождане стимулације – електродом против Паркинсонове болести RTS 31.7.2021
- The Perils of Deep Brain Stimulation for Depression. Author Danielle Egan. September 24, 2015.
- Treatment center for Deep Brain Stimulation of movement disorders, OCD, Tourette or depression.
- Treatment center for Deep Brain Stimulation for OCD

|  | Molimo Vas, obratite pažnju na važno upozorenje u vezi sa temama iz oblasti medicine (zdravlja). |